# Osteoclast

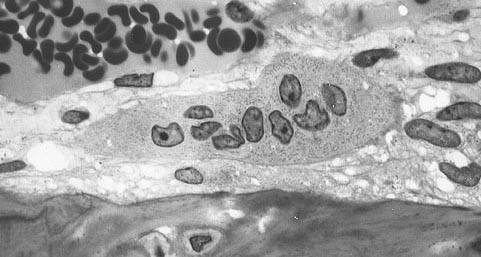
Micrografia d'un osteoclast que presenta característiques típiques de distinció: una gran cel·la amb múltiples nuclis i un citosol "escumós".

Un osteoclast és una cèl·lula que forma part del sistema fagocític mononuclear i que deriva de les cèl·lules mare hematopoètiques. Són cèl·lules grans, poden tenir diversos nuclis i el citoplasma acidòfil. Al microscopi òptic s'observa que estan allotjades en una cavitat de la superfície de l'os produïda per elles mateixes, anomenades llacunes de Howship.

## Funció
- Absorció òssia o eliminació de la matriu òssia. A través de: 
  - Àcid cítric i hidrogencarbonat, que al tenir un baix pH afavoreix el procés de destrucció de la part inorgànica.
  - Enzims hidrolítics, que hidrolitzen el component orgànic de la matriu.

- Fagocitosis dels productes de degradació.

- Control hormonal del procés d'ossificació: 
  - Hormona paratiroidal que afavoreix una elevada reabsorció òssia.
  - Calcitonina, que l'afavoreix però en menor quantitat.
- A més del seu paper en la remodelació òssia, se sap que té la capacitat de secretar citocines i actuar com a cèl·lula receptora d'antígens.[2]